# Kamaldulenser-Bibel
Die sogenannte Kamaldulenser-Bibel (slow. Kamaldulská Biblia) ist die älteste bekannte Übersetzung der gesamten Bibel ins Slowakische. Sie entstand vor 1756 in der 1. Hälfte des 18. Jahrhunderts.  Sie wurde von Mönchen des Kamaldulenserordens wahrscheinlich in Červený Kláštor oder in Nitra angefertigt. Nach älterer Forschung galt Romuald Hadbavný als Verfasser.
Eine zwischen 6. Mai 1756 und Frühling 1760 durchgeführte Abschrift in zwei Bänden ist im Archiv des Erzbischöflichen Amtes in Trnava  erhalten geblieben.
Der volle Name des Buches lautet (in der ursprünglichen Rechtschreibung) Swaté Biblia Slowénské aneb Pisma Swatého Částka I, Která w sebe obsahuge Starého Testamenta Zákon, a Zákona Historiu: Pět knih Moyžjssowýcg, Knihi Yózue, Yudikum, Ruth, Kralowské, Paralipomenon, Ezdrassowe, Tobiassowe, Yudith, Ester, Yob, Žalmi Dawidowé, Knihi Prislow, Ekklesyastej, Pjsňe, Ssalomúnowé, Knihi Mudrosti, a Syrách; Částka II, Která v sebe obsahuge Prorokú, Knihi Machaběgské a celý Testament nowý – dt. wörtlich Der Heiligen Bibel oder der Heiligen Schrift I. Teil, der das Gesetz des Alten Testaments und des Gesetzes Historie – Die fünf Bücher Mose, die Bücher Josua, Yudikum, Ruth, (jene) der Könige, Paralipomenon, Esra, Tobit, Judit, Ester, Hiob, Psalmen Davids, die Bücher der Sprichwörter, Ekklesiastes, das Hohelied Salomons, die Bücher der Weisheiten und Sirach – beinhaltet; II. Teil, der die Propheten, die Bücher der Makkabäer und das gesamte Neue Testament beinhaltet.
Als Vorlage wurden die lateinische Vulgata sowie sekundär hebräische, griechische, tschechische und polnische Übersetzungen herangezogen. Die Übersetzung enthält zahlreiche lateinische erklärende Anmerkungen an den Rändern der einzelnen Seiten.
Die Sprache der Übersetzung wird in der slowakischen Sprachforschung als Kamaldulenser Slowakisch (kamaldulská slovenčina) bezeichnet und zeichnet sich zum einen durch die Verwendung einiger Ausdrücke der slowakischen Umgangssprache und zum anderen durch einen deutlichen Einfluss westslowakischer und zum Teil auch tschechischer Elemente aus. Die Übersetzung weist hohe sprachliche, theologische sowie intellektuelle Qualität auf und ist mit allen anderen europäischen Übersetzungen vergleichbar, die bis zu der Zeit entstanden sind.
In der Slowakei erschien die Übersetzung als gedrucktes Buch nie. 2002 erschien sie aber dank des deutschen Slawisten Hans Rothe in Deutschland als Faksimiledruck im Rahmen der Edition Biblia Slavica in zwei Bänden (920 + 1063 Seiten) mit zahlreichen Kommentaren und Studien.